# Leptophlebia vespertina
Espèce
Leptophlebia vespertina est une espèce d'insectes appartenant à l'ordre des Éphéméroptères et à la famille des Leptophlebiidae.